# Liste des chapitres de Shaman King
Cet article est un complément de l’article sur le manga Shaman King. Il contient la liste des volumes du manga parus en presse du tome 1 au tome 32, avec les chapitres qu’ils contiennent. Il contient également la liste des volumes de Shaman King Zero, Shaman King Flowers et Shaman King: The Super Star.

## Volumes reliés

### Shaman King

#### Edition originale
| no | Japonais         | Japonais          | Français           | Français          |
| no | Date de sortie   | ISBN              | Date de sortie     | ISBN              |
| --- | ---------------- | ----------------- | ------------------ | ----------------- |
| 1 | 3 décembre 1998  | 978-4-08-872644-1 | 1er avril 2000     | 978-2-87-129277-7 |
| Titre du volume : Celui qui danse avec les fantômesListe des chapitres : - Chapitre 1 : Celui qui danse avec les fantômes (幽霊と踊る男, Yūrei to odoru otoko) - Chapitre 2 : L'attente du samouraï (待つ侍, Matsu samurai) - Chapitre 3 : Le mystère de la pancarte (未看板, Mi kanban) - Chapitre 4 : Soul Boxing ! (ソウル・ボクシング!, Sōru Bokushingu) - Chapitre 5 : Samouraï body-guard (侍ボディーガード, Samurai Bodīgādo) - Chapitre 6 : L'autre Shaman (もう一人のシャーマン, Mō hitori no Shāman) - Chapitre 7 : Shaman X Shaman (Shaman×Shaman) - Chapitre 8 : Hyôi 100 (憑依100, Hyōi hyaku) |                  |                   |                    |                   |
| 2 | 4 mars 1999      | 978-4-08-872685-4 | 1er mai 2000       | 978-2-87-129278-4 |
| Titre du volume : Un Shaman bien dérangeantListe des chapitres : - Chapitre 9 : Shaman King (シャーマンキング, Shāman Kingu) - Chapitre 10 : Un Shaman bien dérangeant (おシャマなシャーマン, Oshama na Shāman) - Chapitre 11 : Shaman life (シャーマンライフ, Shāman Raifu) - Chapitre 12 : Le maître de Kung-fu (カンフーマスター, Kanfū Masutā) - Chapitre 13 : La poupée cadavre (屍人形, Shikabane ningyō) - Chapitre 14 : Manta ! Cours vite !! (走れまん太, Hashire Manta) - Chapitre 15 : Le coup de colère de Pyron (パイロン怒りの一発, Pairon ikari no ippatsu) - Chapitre 16 : Le Kuchiyose (クチヨセ, Kuchiyose) - Chapitre 17 : Pyron sur la voie du Daodandô (パイロン導弾道への道, Pairon DaoDanDō e no michi) |                  |                   |                    |                   |
| 3 | 30 avril 1999    | 978-4-08-872714-1 | 1er juillet 2000   | 978-2-87-129279-1 |
| Titre du volume : L'étoile par laquelle tout commenceListe des chapitres : - Chapitre 18 : Best place trekker (ベスト プレイストレッカー) - Chapitre 19 : 600 ans de fatalité (因縁の600年, Innen no 600 nen) - Chapitre 20 : L'attaque virulente de Tokageroh (強襲トカゲロウ, Kyōshū Tokagerō) - Chapitre 21 : La pluie printanière (春に降る雨, Haru ni furu ame) - Chapitre 22 : Notre Ryû à nous ! (オレたちの竜さん, Oretachi no Ryū-san) - Chapitre 23 : Le blues de Tokageroh (トカゲロウブルース, Tokagerō Burūsu) - Chapitre 24 : Tokageroh fusionne ! (憑依合体トカゲロウ, Hyōi gattai Tokagerō) - Chapitre 25 : La gratitude de Ryû (竜の恩返し, Ryū no ongaeshi) - Chapitre 26 : L'étoile par laquelle tout commence (開幕を告げる星, Kaimaku o tsugeru hoshi) |                  |                   |                    |                   |
| 4 | 4 août 1999      | 978-4-08-872750-9 | 1er septembre 2000 | 978-2-87-129280-7 |
| Titre du volume : Over SoulListe des chapitres : - Chapitre 27 : Un nouveau combat (新たなる闘い, Aratanaru tatakai) - Chapitre 28 : Silva Style (シルバ·スタイル, Shiruba Sutairu) - Chapitre 29 : « Over Soul » - Chapitre 31 : Son Totem (あいつのトーテムポール, Aitsu no Tōtemu Pōru) - Chapitre 31 : Récupérer la cloche de l'Oracle (ゲット ア オラクルベル, Getto a orakuru beru) - Chapitre 32 : L'enseignement du Pache (パッチの教え, Patchi no oshie) - Chapitre 33 : Horohoro (ホロホロ) - Chapitre 34 : La puissance de Kororo (コロロの力, Kororo no chikara) - Chapitre 35 : Le rêve de Horohoro (夢がホロホロ, Yume ga Horohoro) |                  |                   |                    |                   |
| 5 | 4 octobre 1999   | 978-4-08-874312-7 | 1er décembre 2000  | 978-2-87-129281-4 |
| Titre du volume : L'abominable Dr FaustListe des chapitres : - Chapitre 36 : Un sabre puissant avec un fantôme fort (強い刀強い霊, Tsuyoi katana tsuyoi rei) - Chapitre 37 : Le dénouement (決着, Ketchaku) - Chapitre 38 : Le bain sous un ciel étoilé (風呂と星空, Furo to hoshizora) - Chapitre 39 : Celui qui possède des os (骨のある奴, Hone no aru Yatsu) - Chapitre 40 : Une discussion à ventre ouvert (腹を割って話そう, Hara o watte hanasō) - Chapitre 41 : Natural bone killers - Chapitre 42 : L'ultime provocation du docteur (挑発医師, Chōhatsu ishi) - Chapitre 43 : « À propos de Yoh » (葉について, Yō ni tsuite) - Chapitre 44 : Une petite amie blanche (白い恋人, Shiroi koibito) |                  |                   |                    |                   |
| 6 | 2 décembre 1999  | 978-4-08-872799-8 | 20 janvier 2001    | 978-2-87-129326-2 |
| Titre du volume : Les deux garçons partent à IzumoListe des chapitres : - Chapitre 45 : Faust love (ファウスト·ラブ, Fausuto Rabu) - Chapitre 46 : Un si grand courage ! (そんな勇気, Sonna yūki) - Chapitre 47 : La séparation du mois de juin (6月の別れ, 6 Getsu no wakare) - Chapitre 48 : Les deux garçons partent à Izumo (男二人出雲旅, Otoko futari Izumo tabi) - Chapitre 49 : La théorie du best place (ベストプレイス論, Besuto Pureisu ron) - Chapitre 50 : L'enfer de la boule (たま地獄, Tama jigoku) - Chapitre 51 : Yoh (よう, Yō) - Chapitre 52 : L'évolution (進化, Shinka) - Chapitre 53 : Les deux énormes big soul (2人のビッグソウル, Futari no Biggu Sōru) |                  |                   |                    |                   |
| 7 | 2 février 2000   | 978-4-08-872825-4 | 1er avril 2001     | 978-2-87-129327-9 |
| Titre du volume : Soul, le cimetière de MatareïenListe des chapitres : - Chapitre 54 : Slowgun (スローガン, Surōgan) - Chapitre 55 : De sinistres retrouvailles (再会墓苑, Saikai boen) - Chapitre 56 : Celui qui est mou (ユルい奴, Yurui yatsu) - Chapitre 57 : Soul, le cimetière de Matareïen (ソウル摩多霊園, Sōru Mata reien) - Chapitre 58 : Le Furyoku et le Reïryoku (巫力と霊力, Furyoku to Reiryoku) - Chapitre 59 : Surtout ne pas se forcer (無理しない, Muri shinai) - Chapitre 60 : Pourquoi ? (なぜ, Naze) - Chapitre 61 : Avant la cérémonie d'ouverture? (開会式前, Kaikai shiki mae) - Chapitre 62 : À propos de Ren (蓮について, Ren ni tsuite) |                  |                   |                    |                   |
| 8 | 4 avril 2000     | 978-4-08-872848-3 | 7 juillet 2001     | 978-2-87-129328-6 |
| Titre du volume : En route vers la famille TaoListe des chapitres : - Chapitre 63 : Rien n'est impossible (無理じゃない, Muri ja nai) - Chapitre 64 : À la cérémonie d'ouverture (開会式へ, Kaikai shiki e) - Chapitre 65 : La nuit à l'auberge en (炎の夜, Honō no yoru) - Chapitre 66 : La chanson du crépuscule (夕焼けの経, Yūyake no uta) - Chapitre 67 : Des âmes multiples en perdition (さまよえる蒼い霊魂, Samayoeru aoi reikon) - Chapitre 68 : En route vers la famille Tao (道家への道, Taoke e no michi) - Chapitre 69 : La rébellion (対 円, Tai En) - Chapitre 70 : Believe - Chapitre 71 : Deux garçons. Nos coups spéciaux (男二人〜オレ達の必殺技〜, Otoko futari oretachi no hissatsu waza) - manga supplémentaire : Kokkuri Angel Cupidon |                  |                   |                    |                   |
| 9 | 2 juin 2000      | 978-4-08-872872-8 | 6 octobre 2001     | 978-2-87-129329-3 |
| Titre du volume : La route du ShamanListe des chapitres : - Chapitre 72 : Deux hommes, une attaque commune (男二人〜オレ達のコンビネーシヨン〜, Otoko futari oretachi no Konbinēshiyon) - Chapitre 73 : La résurrection de la guerrière (蘇る娘娘道士, Yomigaeru nyan nyan Dōshi) - Chapitre 74 : Pourquoi Tao est-il immortel...? (何故不死身道円, Naze fujimi tō En) - Chapitre 75 : Le grand souverain de l'Over Soul (オーバーソウル大道王, Ōbā Sōru daidō ō) - Chapitre 76 : Au bout du chemin (道の終焉, Tao no shūen) - Chapitre 77 : En route pour le grand voyage (シャーマンの旅へ, Shāman no tabi e) - Chapitre 78 : Celui qui se prétend futur roi (未来王を名乗る, Mirai ō o na noru) - Chapitre 79 : Pache Airline (パッチエアライン, Patchi Earain) - Chapitre 80 : Sky High (スカイ·ハイ, Sukai Hai) |                  |                   |                    |                   |
| 10 | 4 septembre 2000 | 978-4-08-873010-3 | 1er décembre 2001  | 978-2-87-129330-9 |
| Titre du volume : La cantique de la désolationListe des chapitres : - Chapitre 81 : Route 66 turbo (ルート66ターボ, Rūto 66 Tābo) - Chapitre 82 : La cantique de la désolation. 500 ans d'histoire (滅びの伝承歌-500年の記憶, Horobi no denshō ka - 500 nen no kioku) - Chapitre 83 : Ceux qui survivent se tournent vers le futur (滅ぼせし者は未来に, Horobose shi mono wa mirai ni) - Chapitre 84 : La mort de Lilirara (リリララの死, Ririrara no shi) - Chapitre 85 : Les flammes de l'ambition (野望の炎, Yabō no honō) - Chapitre 86 : Dowsing Revolution (ダウジングレボリューション, Daujingu Reboryūshon) - Chapitre 87 : La revanche de Lyserg (リゼルグ リベンジャー, Rizerugu Ribenjā) - Chapitre 88 : La nostalgie de Big Ben (郷愁のビッグベン, Kyōshū no Biggu Ben) - Chapitre 89 : Celui qui porte l'ombre de Hao (ハオの面影を持つ者, Hao no omokage o motsu mono)                                                                                   |                  |                   |                    |                   |
| 11 | 2 novembre 2000  | 978-4-08-873038-7 | 2 mars 2002        | 978-2-87-129410-8 |
| Titre du volume : La coupe et le sangListe des chapitres : - Chapitre 90 : La mauvaise nouvelle nouvelle venue des étoiles (星からの悪い知らせ, Hoshi kara no warui shirase) - Chapitre 91 : Quand l'engrenage est huilé (星からの悪い知らせ, Hoshi kara no warui shirase) - Chapitre 92 : L'histoire de Horohoro acte 1 (ホロホロ物語 第一週, Horohoro monogatari dai ichi shū) - Chapitre 93 : L'histoire de Horohoro acte 2 (ホロホロ物語 第ニ週, Horohoro monogatari dai ni shū) - Chapitre 94 : L'histoire de Horohoro acte 3 (ホロホロ物語 第三週, Horohoro monogatari dai san shū) - Chapitre 95 : Feeling mesa veldede 5 vs 5 (フィーリング メサ·ヴェルデデ 5vs5, Fīringu Mesa Verudede 5 vs 5) - Chapitre 96 : La coupe et le sang (血とリーゼント, Chi to Rīzento) - Chapitre 97 : Merci à la belle coupe (ウルトラリーゼントにヨロシク, Urutora Rīzento ni yoroshiku) - Chapitre 98 : La kinesthésie de la tristesse (悲しみキネテジー, Kanashimi kinetejī) |                  |                   |                    |                   |
| 12 | 22 décembre 2000 | 978-4-08-873063-9 | 1er juin 2002      | 978-2-87-129424-5 |
| Titre du volume : L'épouse débarque !Liste des chapitres : - Chapitre 99 : La terrifiante légende des empalés (悲しみキネテジー, Kanashimi kinetejī) - Chapitre 100 : La balade nocturne des 100 fantômes (持霊百鬼夜行, Ji rei hyakkiyakō) - Chapitre 101 : Être tenace (メラ根性, Mera konjō) - Chapitre 102 : Être vraiment tenace ! (メラメラ根性, Meramera konjō) - Chapitre 103 : Le pistolet des anges (天使のピストル, Tenshi no Pisutoru) - Chapitre 104 : La sentence avec le sourire (ほほえみジャッジメント, Hohoemi Jajjimento) - Chapitre 105 : L'épouse débarque ! (おかみ降臨, Okami kōrin) - Chapitre 106 : La belle-fille de la famille Asakura (麻倉の嫁, Asakura no yome) - Chapitre 107 : Lorsque Bill paie sa dette (ビルの恩返し, Biru no ongaeshi) |                  |                   |                    |                   |
| 13 | 2 mars 2001      | 978-4-08-873085-1 | 5 octobre 2002     | 978-2-87-129438-2 |
| Titre du volume : Le destin de L et FListe des chapitres : - Chapitre 108 : 5,6 milliards d'années d'histoire (56億年の記億, 56 oku nen no kioku) - Chapitre 109 : Dobby le village des participants (選手村Days, Senshu mura Days) - Chapitre 110 : Ma toute nouvelle équipe (成立マイチーム, Seiritsu Mai chīmu) - Chapitre 111 : Le destin de L et F (LとFの行方, L to F no yukue) - Chapitre 112 : In Tokyo (イン トーキョー, In Tōkyō) - Chapitre 113 : Fights (ファイッ, Fai) - Chapitre 114 : Le jaguar noir (黒いジャガー, Kuroi Jagā) - Chapitre 115 : Peyote et l'homme (男トペヨーテ, Otoko to Peyōte) - Chapitre 116 : Le Noël de Chocolove (チョコラブのクリスマス, Chokorabu no Kurisumasu) |                  |                   |                    |                   |
| 14 | 4 juin 2001      | 978-4-08-873125-4 | 25 janvier 2003    | 978-2-87-129489-4 |
| Titre du volume : La princesse des torturesListe des chapitres : - Chapitre 117 : Le vieux s'appelle Orona (じじいの名はオロナ, Jijī no na wa Orona) - Chapitre 118 : Un souffle de rire (笑いの風, Warai no kaze) - Chapitre 119 : Slowgun (スローガン2, Surōgan 2) - Chapitre 120 : Le vestiaire était une ancienne auberge (控え室は元·旅館, Hikaeshitsu wa moto ryokan) - Chapitre 121 : La justice du X (正義X, Seigi X) - Chapitre 122 : Mais c'est vraiment injuste ! (んなことナイルズ, Nna koto Nairuzu) - Chapitre 123 : Crime et X (châtiment) (罪とX, Tsumi to X) - Chapitre 124 : La loi the girl (法☆リィ ガール, Hō☆Ri Gāru) - Chapitre 125 : La princesse des tortures. L'insolente Iron Maiden (拷問姫〜なまいきアイアンメイデン〜, Gōmon hime namaiki Aian Meiden) |                  |                   |                    |                   |
| 15 | 4 juillet 2001   | 978-4-08-873134-6 | 5 avril 2003       | 978-2-87-129513-6 |
| Titre du volume : La fierté du NordListe des chapitres : - Chapitre 126 : En avant l'équipe Fumbari Onsen ! (ふんばれふんばり温泉チーム, Funbare Funbari onsen Chīmu) - Chapitre 127 : La fierté du Nord (北プライド, Kita Puraido) - Chapitre 128 : L'album d'Amidamaru (アルバム阿弥陀丸, Arubamu Amidamaru) - Chapitre 129 : Avec toi, j'irai jusqu'au bout du monde (あなたとならどこまでも, Anata to nara doko made mo) - Chapitre 130 : L'album de Faust (ファウストアルバム, Fausuto Arubamu) - Chapitre 131 : Sa femme est un démon (奥様は悪魔, Okusama wa akuma) - Chapitre 132 : La magnificence de Ryû ! (竜の華, Ryū no hana) - Chapitre 133 : La puissance de Yoh (葉力, Yō ryoku) - Chapitre 134 : Encore un effort de Daigokôjin (もうひとふんばり大後光刃, Mō hito Funbari Daigokōjin) |                  |                   |                    |                   |
| 16 | 4 octobre 2001   | 978-4-08-873168-1 | 5 juillet 2003     | 978-2-87-129533-4 |
| Titre du volume : Le petit-filsListe des chapitres : - Chapitre 135 : Le coup d'éclat de Ren (連突, Ren totsu) - Chapitre 136 : Le paradis sur terre (楽園, Rakuen) - Chapitre 137 : L'ange de la crémation (炎上エンジェル, Enjō enjeru) - Chapitre 138 : Le plus important pour la justice (正義に一番必要なもの, Seigi ni ichiban hitsuyō na mono) - Chapitre 139 : L'éternel Maiden (永遠メイデン, Eien meiden) - Chapitre 140 : L'intrigue (すじ, Suji) - Chapitre 141 : Il est mon... (あいつはオイラの, Aitsu wa oira no) - Chapitre 142 : Mon frère !! (ブラザーよ, Burazā yo) - Chapitre 143 : Le petit-fils (孫, Mago) |                  |                   |                    |                   |
| 17 | 24 décembre 2001 | 978-4-08-873216-9 | 1er novembre 2003  | 978-2-87-129556-3 |
| Titre du volume : La technique du fumon tonkôListe des chapitres : - Chapitre 144 : La permission de transmettre le savoir (伝授許可権, Denju kyoka ken) - Chapitre 145 : La tempête Mikihisa (幹久タイフーン, Mikihisa Taifūn) - Chapitre 146 : Le super général (スーパー武将, Sūpā bushō) - Chapitre 147 : L'ascétisme (修験, Shugen) - Chapitre 148 : Le barbecue party (B·B·Qパーティー, B B Q Pātī) - Chapitre 149 : DIE. Le choc (Die☆激突, Die gekitotsu) - Chapitre 150 : La technique du fumon tonkô (巫門遁甲, Fumon Tonkō) - Chapitre 151 : Adieu pour l'éternité (永遠にサヨナラ, Eien ni sayonara) - Chapitre 152 : Le secret du niveau de furyoku (巫力値シークレット, Furyokuchi Shīkuretto) |                  |                   |                    |                   |
| 18 | 4 mars 2002      | 978-4-08-873235-0 | 7 février 2004     | 978-2-87-129605-8 |
| Titre du volume :La résurrection du masqueListe des chapitres : - Chapitre 153 : Le garçon qu'était Ren n'est plus. (あの日の蓮はもういない, Ano hi no Ren wa mō inai) - Chapitre 154 : Qu'est-ce que vous voulez ? (なにサマー, Nani samā) - Chapitre 155 : Ma condition (私の条件, Watashi no jōken) - Chapitre 156 : Je suis désolé (すまん, Suman) - Chapitre 157 : Merci (ありがとう, Arigatō) - Chapitre 158 : Emeth - Chapitre 159 : Tantan Tanuki et les grands espaces (たんたんたぬきの千畳敷です, Tantan tanuki no Senjōjiki desu) - Chapitre 160 : La résurrection du masque (蘇える仮面, Yomigaeru kamen) - Chapitre 161 : Le masque qui pleure (泣く仮面, Naku kamen) |                  |                   |                    |                   |
| 19 | 1er mai 2002     | 978-4-08-873274-9 | 7 avril 2004       | 978-2-87-129617-1 |
| Titre du volume : Le mont Osorezan. Le revoirListe des chapitres : - Chapitre 162 : Le prologue. (プロローグ, Purorōgu) - Chapitre 163 : Le mont Osorezan. Le revoir (恐山Revoir un1, Osorezan Revoir un) - Chapitre 164 : Le mont Osorezan. Le revoir II (恐山Revoir deux2, Osorezan Revoir deux) - Chapitre 165 : Le mont Osorezan. Le revoir III (恐山Revoir trois3, Osorezan Revoir trois) - Chapitre 166 : Le mont Osorezan. Le revoir IV (恐山Revoir quatre4, Osorezan Revoir quatre) - Chapitre 167 : Le mont Osorezan. Le revoir V (恐山Revoir cinq5, Osorezan Revoir cinq) - Chapitre 168 : Le mont Osorezan. Le revoir VI (恐山Revoir six6, Osorezan Revoir six) - Chapitre 169 : Le mont Osorezan. Le revoir VII (恐山Revoir sept7, Osorezan Revoir sept) - Chapitre 170 : Le mont Osorezan. Le revoir VIII (恐山Revoir huit8, Osorezan Revoir huit) |                  |                   |                    |                   |
| 20 | 4 août 2002      | 978-4-08-873295-4 | 19 juin 2004       | 978-2-87-129628-7 |
| Titre du volume : ÉpilogueListe des chapitres : - Chapitre 171 : Le mont Osorezan. Le revoir IX (恐山Revoir neuf9, Osorezan Revoir neuf) - Chapitre 172 : Le mont Osorezan. Le revoir X (恐山Revoir dix10, Oserezan Revoir dix) - Chapitre 173 : Le mont Osorezan. Le revoir XI (恐山Revoir onze11, Osorezan Revoir onze) - Chapitre 174 : Le mont Osorezan. Le revoir XII (恐山Revoir douze12, Osorezan Revoir douze) - Chapitre 175 : Le mont Osorezan. Le revoir XIII (恐山Revoir treize13, Osorezan Revoir treize) - Chapitre 176 : Le mont Osorezan. Le revoir XIV (恐山Revoir quatorze14, Osorezan Revoir quatorze) - Chapitre 177 : Épilogue (エピローグ, Epirōgu) - Chapitre 178 : Épilogue 2 (エピローグ 2, Epirōgu 2) - Chapitre 179 : Épisode 2. Les rédemptions (エピローグ 2 禊, Epirōgu 2 - Misogi) |                  |                   |                    |                   |
| 21 | 4 octobre 2002   | 978-4-08-873327-2 | 28 août 2004       | 978-2-87-129638-6 |
| Titre du volume : Épilogue IIListe des chapitres : - Chapitre 180 : Épilogue 2. Le baiser de Faust (エピローグ 2 ファーストキッシュ, Epirōgu 2 - Fāsuto Kisshu) - Chapitre 181 : Épilogue 3 (エピローグ 3, Epirōgu 3) - Chapitre 182 : Épilogue 3. L'idiot (エピローグ - 馬鹿, Epirōgu - Baka) - Chapitre 183 : Épilogue 3. Le brave (エピローグ - 勇気, Epirōgu - Yūki) - Chapitre 184 : Épilogue 3. Le Roi (エピローグ - 王者, Epirōgu - Ōja) - Chapitre 185 : Épilogue 3. La victoire (エピローグ - 勝利, Epirōgu - Shōri) - Chapitre 186 : Épilogue 4 (エピローグ 4, Epirōgu 4) - Chapitre 187 : Épilogue 4. Boy (エピローグ 4 - ボーイ, Epirōgu 4 - Bōi) - Chapitre 188 : Épilogue 4. Fairy Tale (エピローグ - フェアリーテール, Epirōgu - Fearī Tēru) |                  |                   |                    |                   |
| 22 | 4 décembre 2002  | 978-4-08-873348-7 | 2 octobre 2004     | 978-2-87-129650-8 |
| Titre du volume : Épilogue IIIListe des chapitres : - Chapitre 189 : Épilogue 5 (エピローグ 5, Epirōgu 5) - Chapitre 190 : Épilogue 5. Le troisième pouvoir (エピローグ 5 - 第三勢力, Epirōgu 5 - Daisan seiryoku) - Chapitre 191 : Épilogue 5. La comédie (エピローグ 5 - 喜劇, Epirōgu 5 - Kigeki) - Chapitre 192 : Épilogue 5. Encore un petit effort (エピローグ 5 - もう一廻り, Epirōgu 5 - Mō ichi mawari) - Chapitre 193 : Épilogue 5. Le trou (エピローグ 5 - 穴, Epirōgu 5 - Ana) - Chapitre 194 : Épilogue 5. En communauté (エピローグ 5 - コミューン, Epirōgu 5 - Komyūn) - Chapitre 195 : Épilogue 5. L'épreuve (エピローグ 5 - 試練, Epirōgu 5 - Shiren) - Chapitre 196 : Épilogue 5. Tous réunis - 1re partie (エピローグ 5 - 全員集合 前編, Epirōgu 5 - Zen'in shūgō zenpen) - Chapitre 197 : Épilogue 5. Tous réunis - 2e partie (エピローグ 5 - 全員集合 後編, Epirōgu 5 - Zen'in shūgō kōhen)                                                       |                  |                   |                    |                   |
| 23 | 4 février 2003   | 978-4-08-873381-4 | 4 décembre 2004    | 978-2-87-129661-4 |
| Titre du volume : Épilogue IVListe des chapitres : - Chapitre 198 : Épilogue 5. L'amitié (エピローグ 5 - 友情, Epirōgu 5 - Yūjō) - Chapitre 199 : Épilogue 5. Il... (エピローグ 5 - 止, Epirōgu 5 - Tome) - Chapitre 200 : Épilogue 5. ...faut... (エピローグ 5 - め, Epirōgu 5 - Me) - Chapitre 201 : Épilogue 5. ...l'arrêter ! (エピローグ 5 - る!, Epirōgu 5 - Ru!) - Chapitre 202 : Épilogue 5. La Finlande interdite (エピローグ 5 - 禁断のフィンランド, Epirōgu 5 - Kindan no Finrando) - Chapitre 203 : Épilogue 5. Le pouvoir des Incas (エピローグ 5 - インディオのカ, Epirōgu 5 - Indio no ka) - Chapitre 204 : Épilogue 5. Chez les Incas (エピローグ 5 - インインディオ, Epirōgu 5 - In Indio) - Chapitre 205 : Épilogue 5. Pascal Avaf (エピローグ 5 - パスカル・アバフ, Epirōgu 5 - Pasukaru Abafu) - Chapitre 206 : Épilogue 5. Le dénouement (エピローグ 5 - 決着だ!, Epirōgu 5 - Ketchakuda!)                                                        |                  |                   |                    |                   |
| 24 | 4 avril 2003     | 978-4-08-873409-5 | 4 février 2005     | 978-2-87-129711-6 |
| Titre du volume : SFListe des chapitres : - Chapitre 207 : Épilogue 5. "Une tornade de rires" (エピローグ 5 - 笑いの風, Epirōgu 5 - Warai no kaze) - Chapitre 208 : SF - Chapitre 209 : Le retour ? (復帰か, Fukki ka) - Chapitre 210 : Le retour de la cloche de l'oracle (ふりだして, Furidashi te) - Chapitre 211 : Trop dangereux ! Le chef Marco (アブねー!マルコ隊長, Abunē! Maruko taichō) - Chapitre 212 : La liquidation (壊滅, Kaimetsu) - Chapitre 213 : DA. L'ange (DA·天使, DA tenshi) - Chapitre 214 : La fin de l'enseignement (卒業, Sotsugyō) - Chapitre 215 : Un homme intrépide (豪胆マン, Gōtan man) |                  |                   |                    |                   |
| 25 | 4 juillet 2003   | 978-4-08-873481-1 | 1er avril 2005     | 978-2-87-129764-2 |
| Titre du volume : L'essentielListe des chapitres : - Chapitre 216 : L'ancêtre du piège (罠パイオニア, Wana Paionia) - Chapitre 217 : Le fatal renversement de situation (逆転葬らむ, Gyakuten Hōmuramu) - Chapitre 218 : En fait, c'est une supercar (スーパーカーだ, Sūpākā da) - Chapitre 219 : Rencontre au sommet (サミット, Samitto) - Chapitre 220 : Tout pour la victoire (必勝, Hisshō) - Chapitre 221 : Ren, la fleur vénéneuse (泥中の蓮, Deichū no Ren) - Chapitre 222 : Les différents Bouddhas (仏の種類, Hotoke no shurui) - Chapitre 223 : Et si l'on parlait de modération (中庸ということ, Chūyō to iu koto) - Chapitre 224 : La modestie (不自負, Fu jifu) |                  |                   |                    |                   |
| 26 | 3 octobre 2003   | 978-4-08-873514-6 | 10 juin 2005       | 978-2-87-129785-7 |
| Titre du volume : Le nez du frèreListe des chapitres : - Chapitre 225 : Sans sucre (無糖, Fudou) - Chapitre 226 : Un souffle de fraîcheur (息クール, Iki Kūru) - Chapitre 227 : Nipopokunpe (ニポポテクンペ, Nipopo Tekunpe) - Chapitre 228 : La comédie (芝居, Shibai) - Chapitre 229 : Vs Magical Princess - Chapitre 230 : Maman (母さん, Kā-san) - Chapitre 231 : Le compte à rebours avant l'anéantissement (壊滅カウントダウン, Kaimetsu Kauntodaun) - Chapitre 232 : Mission spatiale X (宇宙作戦X, Uchū sakusen X) - Chapitre 233 : Le nez du frère (兄の鼻, Ani no hana) |                  |                   |                    |                   |
| 27 | 4 décembre 2003  | 978-4-08-873533-7 | 26 août 2005       | 978-2-87-129805-2 |
| Titre du volume : ExoticaListe des chapitres : - Chapitre 234 : A la rencontre de l'enfer (地獄めぐりあい, Jigoku meguriai) - Chapitre 235 : Mon ancêtre (ご先祖さまで, Go senzo sa made) - Chapitre 236 : Ce n'est pourtant pas la fête des morts (お盆ではないけれど, Obon de wa nai keredo) - Chapitre 237 : Pourquoi ne pas célébrer l'âme des défunts ? (供養したっていいんじゃないッ?, Kuyō shitatte iinjanai?) - Chapitre 238 : Rester neutre jusqu'au bout (あくまで中立, Akumade chūritsu) - Chapitre 239 : La grande épreuve (大試練, Dai shiren) - Episode spécial 1 : Exotica (エキゾチカ, Ekizochika) - Episode spécial 2 : Journal intime ou Exotica? (version reportage) |                  |                   |                    |                   |
| 28 | 4 mars 2004      | 978-4-08-873572-6 | 28 octobre 2005    | 978-2-87-129823-6 |
| Titre du volume : Une fille bienListe des chapitres : - Chapitre 240 : Si tu dois te retrouver en enfer... (地獄はなればなれ, Jigoku wa nareba nare) - Chapitre 241 : Une fille bien (いい女, Ii onna) - Chapitre 242 : Ave Marco (アヴェ·マルコ, Ave Maruko) - Chapitre 243 : La fin du rêve (夢の終わり, Yume no owari) - Chapitre 244 : Se battre pour de vrai (それは本気さ, Sore wa honki sa) - Chapitre 245 : Celui contre lequel il ne faut pas perdre (負けられねえ奴, Makerarenē yatsu) - Chapitre 246 : Ressuscite! (甦れ, Yomigaere) - Chapitre 247 : L'hostilité (敵意, Tekī) - Chapitre 248 : Ce n'est pas un ange! (天使なんかじゃない, Tenshi nanka janai) |                  |                   |                    |                   |
| 29 | 30 avril 2004    | 978-4-08-873594-8 | 2 décembre 2005    | 978-2-87-129842-7 |
| Titre du volume : Shaman Fight, tu vas mourirListe des chapitres : - Chapitre 249 : Shaman Fight, tu vas mourir (くたばれSF, Kutabare SF) - Chapitre 250 : Kurobina, le poussin noir (黒雛, Kurobina) - Chapitre 251 : L'enfance (双葉, Futaba) - Chapitre 252 : L'apparition des sentiments (感情移入する, Kanjō inyū suru) - Chapitre 253 : Ce jour-là (あの日, Ano hi) - Chapitre 255 : Noir et blanc (白黒, Shirokuro) - Chapitre 256 : La force de la nature (自然の力, Shizen no chikara) - Chapitre 257 : Un dénouement bancal (大精霊と運命と, Dai seirei to unmei to) - Episode supplémentaire : 8mm, le paradis du mini-cinéma (決着, Ketchaku) |                  |                   |                    |                   |
| 30 | 2 juillet 2004   | 978-4-08-873627-3 | 3 février 2006     | 978-2-87-129900-4 |
| Titre du volume : Celui qui n'a aucun sens pratiqueListe des chapitres : - Chapitre 258 : Celui qui n'a aucun sens pratique (非日常さん, Hi nichijō-san) - Chapitre 259 : Ce fameux endroit (その場所, Sono basho) - Chapitre 260 : Une mauvaise femme (悪い女, Warui onna) - Chapitre 261 : Un début à la fin de quelque chose (最初で最後の, Saisho de saigo no) - Chapitre 262 : Une scène pour Reiheit (ライハイト·シーン, Raihaito shīn) - Chapitre 263 : Ushi no koku Maira Teruko (丑の刻参ラー輝子, Ushi no koku mairā Teruko) - Chapitre 264 : L'apparition du roi (キング誕生, Kingu tanjō) - Chapitre 265 : Silva style 2 (シルバスタイル2, Shiruba Sutairu 2) - Chapitre 266 : L'ensemble industriel (プラント, Puranto) - Episode supplémentaire : La chanson de Fumbari (ふんばりの詩第一話, Funbari no Uta). Le bel âge. L'univers de Micky |                  |                   |                    |                   |
| 31 | 4 octobre 2004   | 978-4-08-873659-4 | 7 avril 2006       | 978-2-87-129919-6 |
| Titre du volume : Chanson PacheListe des chapitres : - Chapitre 267 : Namari, l'homme du désert (砂漠のナマリ, Sabaku no Namari) - Chapitre 268 : Une fine lame dans le désert (砂漠捌き, Sabaku Sabaki) - Chapitre 269 : Vaincre avec peu de furyoku (少ない巫力で勝つ, Sukunai Furyoku de katsu) - Chapitre 270 : Lorsqu'il pleut (雨降って, Ame futte) - Chapitre 271 : Une porte bien lourde (重い扉, Omoi tobira) - Chapitre 272 : La chanson pache (パッチソング, Pacchi Songu) - Chapitre 273 : Un ange a créé un miracle (天使がくれたキセキ, Tenshi ga kureta kiseki) - Chapitre 274 : Vous faites pitié... (不様だな, Buzama dana) - Chapitre 275 : Calculer son furyoku (巫力値を割り出す, Furyoku chi wo waridashu) - Episode supplémentaire : La chanson de Fumbari (ふんばりの詩第一話, Funbari no Uta). Le bel âge. L'univers de Micky (2) |                  |                   |                    |                   |
| 32 | 5 janvier 2005   | 978-4-08-873694-5 | 16 juin 2006       | 978-2-87-129939-4 |
| Titre du volume : Un jour, une chansonListe des chapitres : - Chapitre 276 : La valeur de chacun (現在値を言う, Genzaine o iu) - Chapitre 277 : Planétarium (プラネタリウム, Puranetariumu) - Chapitre 278 : Une performance au micro (マイクパフォーマンス, Maiku Pafōmansu) - Chapitre 279 : Une chose effrayante (怖い事, Kowai koto) - Chapitre 280 : Un jour, une chanson (いつかの詩, Itsuka no shi) - Chapitre 281 : Depuis toujours (今までずっと, Ima made zutto) - Chapitre 282 : La vache (牛, Ushi) - Chapitre 283 : Pour commencer... (とりあえず, Toriaezu) - Chapitre 284 : Bonne nuit (おやすみ, Oyasumi) - Chapitre 285 : Après le rêve (夢のあと, Yume no ato) - Épisode supplémentaire : La chanson de Fumbari (ふんばりの詩第一話, Funbari no Uta). L'histoire de Fumbari Onsen |                  |                   |                    |                   |

#### Star Edition
| no | Français         | Français          |
| no | Date de sortie   | ISBN              |
| -- | ---------------- | ----------------- |
| 1  | 17 janvier 2020  | 978-2-5050-8485-3 |
| 2  | 3 juillet 2020   | 978-2-5050-8487-7 |
| 3  | 3 juillet 2020   | 978-2-5050-8488-4 |
| 4  | 27 novembre 2020 | 978-2-5050-8489-1 |
| 5  | 27 novembre 2020 | 978-2-5050-8490-7 |
| 6  | 22 janvier 2021  | 978-2-5050-8842-4 |
| 7  | 26 mars 2021     | 978-2-5050-8843-1 |
| 8  | 28 mai 2021      | 978-2-5050-8844-8 |
| 9  | 2 juillet 2021   | 978-2-5050-8845-5 |
| 10 | 27 août 2021     | 978-2-5050-8846-2 |
| 11 | 19 novembre 2021 | 978-2-5050-8847-9 |
| 12 | 21 janvier 2022  | 978-2-5050-8848-6 |
| 13 | 18 mars 2022     | 978-2-5050-8849-3 |
| 14 | 27 mai 2022      | 978-2-5050-8850-9 |
| 15 | 8 juillet 2022   | 978-2-5050-8851-6 |
| 16 | 9 septembre 2022 | 978-2-5050-8852-3 |
| 17 | 17 janvier 2020  | 978-2-5050-8486-0 |

### Shaman King Zero
| no | Japonais        | Japonais          | Français        | Français          |
| no | Date de sortie  | ISBN              | Date de sortie  | ISBN              |
| -- | --------------- | ----------------- | --------------- | ----------------- |
| 1  | 10 mai 2012     | 978-4-08-879312-2 | 14 octobre 2022 | 978-2-5050-8855-4 |
| 2  | 19 janvier 2015 | 978-4-08-890071-1 | 14 octobre 2022 | 978-2-5050-8856-1 |

### Shaman King Flowers
| no | Japonais         | Japonais          | Français          | Français          |
| no | Date de sortie   | ISBN              | Date de sortie    | ISBN              |
| --- | ---------------- | ----------------- | ----------------- | ----------------- |
| 1 | 10 août 2012     | 978-4-08-879414-3 | 6 mars 2020       | 978-2-5050-8491-4 |
| Liste des chapitres : - Chapitre 1 : Bourgeon - Chapitre 2 : Un membre de ma famille est venu me tuer - Chapitre 3 : Une branche flétrie ? - Chapitre 4 : La fête de Gion à Nishitokyo                                                              |                  |                   |                   |                   |
| 2 | 10 décembre 2012 | 978-4-08-879493-8 | 26 juin 2020      | 978-2-5050-8492-1 |
| Liste des chapitres : - Chapitre 5 : L'arrivée d'un Shaman casse-pieds - Chapitre 6 : L'attaque du repaire ennemi - Chapitre 7 : Quand on croit avoir perdu quelque chose - Chapitre 8 : Les fugues sont des actes de délinquance juvénile          |                  |                   |                   |                   |
| 3 | 10 mai 2013      | 978-4-08-879556-0 | 25 septembre 2020 | 978-2-5050-8493-8 |
| Liste des chapitres : - Chapitre 9 : Choc au centre commercial - Chapitre 10 : Setsubun - Chapitre 11 : Des démons endormis sur la berge - Chapitre 12 : Babylon boy                                                                                |                  |                   |                   |                   |
| 4 | 10 octobre 2013  | 978-4-08-879660-4 | 4 décembre 2020   | 978-2-5050-8494-5 |
| Liste des chapitres : - Chapitre 13 : Prémices de la floraison - Chapitre 14 : "Ce jour-là, Hana a essayé de te tuer, mais tu n'es pas mort." - Chapitre 15 : Flower of truc-bidule - Chapitre 16 : Glace à l'italienne - Chapitre 17 : Suivi       |                  |                   |                   |                   |
| 5 | 9 mai 2014       | 978-4-08-879794-6 | 29 mars 2021      | 978-2-5050-8696-3 |
| Liste des chapitres : - Chapitre 18 : Mon père et mon oncle ont le même âge que moi - Chapitre 19 : Death Zero (1) - Chapitre 20 : Death Zero (2) - Chapitre 21 : Death Zero (3) - Chapitre 22 : Death Zero (4)                                     |                  |                   |                   |                   |
| 6 | 19 décembre 2014 | 978-4-08-879895-0 | 4 juin 2021       | 978-2-5050-8697-0 |
| Liste des chapitres : - Chapitre 23 : Death Zero (5) - Chapitre 24 : Death Zero (6) - Chapitre 25 : Death Zero (7) - Chapitre 26 : Death Zero (8) - Chapitre 27 : Death Zero (9) - Chapitre 28 : Death Zero (10) - Chapitre final : Death Zero (11) |                  |                   |                   |                   |

### Shaman King: The Super Star
| no | Japonais         | Japonais          | Français        | Français          |
| no | Date de sortie   | ISBN              | Date de sortie  | ISBN              |
| --- | ---------------- | ----------------- | --------------- | ----------------- |
| 1 | 15 novembre 2018 | 978-4-06-513666-9 | 2 juillet 2021  | 978-2-5050-8853-0 |
| Liste des chapitres : - Chapitre 1 : Je suis venu en side-car - Chapitre 2 : La puissance d'une Itako - Chapitre 3 : Un mur infranchissable - Chapitre 4 : L'hôte d'un démon - Chapitre 5 : Un appareil militaire non identifié - Chapitre 6 : Le départ du Zero - Chapitre 7 : Un vieillard d'août      |                  |                   |                 |                   |
| 2 | 16 août 2019     | 978-4-06-516899-8 | 22 octobre 2021 | 978-2-5050-8913-1 |
| Liste des chapitres : - Chapitre 8 : Aucun problème avec ces armes ! - Chapitre 9 : Une véritable hésitation - Chapitre 10 : Hana, un esprit qui combat - Chapitre 11 : Une pause à Shinano - Chapitre 12 : Fille pache - Chapitre 13 : Les Rapts - Chapitre 14 : L'armée infernale de la boîte en métal |                  |                   |                 |                   |
| 3 | 17 décembre 2019 | 978-4-06-517995-6 | 21 janvier 2022 | 978-2-5051-1452-9 |
| Liste des chapitres : - Chapitre 15 : Les souvenirs d'Oume - Chapitre 16 : Les portes du paradis - Chapitre 17 : Tout commence avec Lucifer - Chapitre 18 : L'air du pont - Chapitre 19 : La dérive - Chapitre 20 : Sky Hurricane - Chapitre 21 : Tous à la même destination !                           |                  |                   |                 |                   |
| 4 | 17 juin 2020     | 978-4-06-519788-2 | 1er avril 2022  | 978-2-5051-1453-6 |
| Liste des chapitres : - Chapitre 22 : Le nouveau monde, face D - Chapitre 23 : Le nouveau monde, face A - Chapitre 24 : Anna Cloud - Chapitre 25 : Les dragées au ramune - Chapitre 26 : La suite de Flowers - Chapitre 27 : Chapitre final : Adieu, Death Zero                                          |                  |                   |                 |                   |
| 5 | 17 février 2021  | 978-4-06-521391-9 | 8 juillet 2022  | 978-2-5051-1454-3 |
| Liste des chapitres : - Chapitre 28 : Partie 1 : Les souhaits - Chapitre 29 : Partie 2 : Le marque-page - Chapitre 30 : Partie 3 : Action indépendante - Chapitre 31 : Partie 4 : Le voyou du quartier - Chapitre 32 : Partie 5 : "Accueil"                                                              |                  |                   |                 |                   |
| 6 | 17 août 2022     | 978-4-06-528879-5 | 2 juin 2023     | 978-2-5051-1456-7 |
| 7 | 14 juillet 2023  | 978-4-06-532407-3 | 9 février 2024  | 978-2-5051-2637-9 |
| 8 | 15 décembre 2023 | 978-4-06-534188-9 | 6 décembre 2024 | 978-2-5051-2844-1 |
| 9 | 8 novembre 2024  | 978-4-06-537397-2 | 1er juin 2025   | 978-2-5051-3390-2 |
| 10 | 8 janvier 2025   | 978-4-06-538076-5 |                 |                   |

### Édition japonaise
Shaman King
1. 1 2  Tome 1
2. 1 2  Tome 2
3. 1 2  Tome 3
4. 1 2  Tome 4
5. 1 2  Tome 5
6. 1 2  Tome 6
7. 1 2  Tome 7
8. 1 2  Tome 8
9. 1 2  Tome 9
10. 1 2  Tome 10
11. 1 2  Tome 11
12. 1 2  Tome 12
13. 1 2  Tome 13
14. 1 2  Tome 14
15. 1 2  Tome 15
16. 1 2  Tome 16
17. 1 2  Tome 17
18. 1 2  Tome 18
19. 1 2  Tome 19
20. 1 2  Tome 20
21. 1 2  Tome 21
22. 1 2  Tome 22
23. 1 2  Tome 23
24. 1 2  Tome 24
25. 1 2  Tome 25
26. 1 2  Tome 26
27. 1 2  Tome 27
28. 1 2  Tome 28
29. 1 2  Tome 29
30. 1 2  Tome 30
31. 1 2  Tome 31
32. 1 2  Tome 32

Shaman King Zero
1. 1 2  Tome 1

Shaman King Flowers
1. 1 2  Tome 1
2. 1 2  Tome 2
3. 1 2  Tome 3
4. 1 2  Tome 4
5. 1 2  Tome 5
6. 1 2  Tome 6

Shaman King: The Super Star
1. 1 2  Tome 1
2. 1 2  Tome 2
3. 1 2  Tome 3
4. 1 2  Tome 4
5. 1 2  Tome 5
6. 1 2  Tome 6
7. 1 2  Tome 7
8. 1 2  Tome 8
9. 1 2  Tome 9
10. 1 2  Tome 10

### Édition française
Shaman King
1. 1 2  Tome 1
2. 1 2  Tome 2
3. 1 2  Tome 3
4. 1 2  Tome 4
5. 1 2  Tome 5
6. 1 2  Tome 6
7. 1 2  Tome 7
8. 1 2  Tome 8
9. 1 2  Tome 9
10. 1 2  Tome 10
11. 1 2  Tome 11
12. 1 2  Tome 12
13. 1 2  Tome 13
14. 1 2  Tome 14
15. 1 2  Tome 15
16. 1 2  Tome 16
17. 1 2  Tome 17
18. 1 2  Tome 18
19. 1 2  Tome 19
20. 1 2  Tome 20
21. 1 2  Tome 21
22. 1 2  Tome 22
23. 1 2  Tome 23
24. 1 2  Tome 24
25. 1 2  Tome 25
26. 1 2  Tome 26
27. 1 2  Tome 27
28. 1 2  Tome 28
29. 1 2  Tome 29
30. 1 2  Tome 30
31. 1 2  Tome 31
32. 1 2  Tome 32

Shaman King Zero
1. 1 2  Tome 1
2. 1 2  Tome 2

Shaman King Flowers
1. 1 2  Tome 1
2. 1 2  Tome 2
3. 1 2  Tome 3
4. 1 2  Tome 4
5. 1 2  Tome 5
6. 1 2  Tome 6

Shaman King: The Super Star
1. 1 2  Tome 1
2. 1 2  Tome 2
3. 1 2  Tome 3
4. 1 2  Tome 4
5. 1 2  Tome 5
6. 1 2  Tome 6
7. 1 2  Tome 7
8. 1 2  Tome 8
9. 1 2  Tome 9

Shaman King: Star Edition 
1. 1 2  Tome 1
2. 1 2  Tome 2
3. 1 2  Tome 3
4. 1 2  Tome 4
5. 1 2  Tome 5
6. 1 2  Tome 6
7. 1 2  Tome 7
8. 1 2  Tome 8
9. 1 2  Tome 9
10. 1 2  Tome 10
11. 1 2  Tome 11
12. 1 2  Tome 12
13. 1 2  Tome 13
14. 1 2  Tome 14
15. 1 2  Tome 15
16. 1 2  Tome 16
17. 1 2  Tome 17